# Far Hills
Far Hills est un borough situé dans le comté de Somerset, dans l’État du New Jersey, aux États-Unis.